# 青江街道
青江街道，是中华人民共和国四川省雅安市雨城区下辖的一个乡镇级行政单位。2019年12月，撤销北郊镇，将原北郊镇金鸡村、金凤村、张碗村、白塔村所属行政区域划归青江街道管辖。

## 行政区划
青江街道下辖以下地区：
青江路社区、沙湾路社区、汉碑路社区、蒙子村、姚桥村、汉碑村、土桥村和沙湾村。